# A-DNS
Az A-DNS egy kettőshélix-szerkezet, melyet a DNS felvehet. Az A-DNS feltehetően a három biológiailag aktív kettős hélix egyike a B-DNS és a Z-DNS mellett. Jobbra forgató, a gyakoribb B-DNS-hez hasonló, de rövidebb, kisebb helikális szerkezet, ahol a bázispárok a hélix tengelyére nem merőlegesek a B-DNS-sel szemben. Rosalind Franklin fedezte fel, ő nevezte el az A és B formákat. Kimutatta, hogy a DNS dehidratáció esetén az A formát veszi fel. E körülményeket gyakran használják kristályképzésre, és számos DNS-kristályszerkezet A formájú. Ugyane konformáció van jelen a kettős szálú RNS-ben és a DNS–RNS hibrid kettős hélixekben.

## Szerkezet
A gyakoribb B-DNS-hez hasonlóan az A-DNS jobbra forgató kettős hélix nagy és kis bemélyedésekkel. Azonban valamivel több bázispár van fordulatonként, ami kisebb csavarodási szöghöz és kisebb emelkedéshez vezet bázispáronként, így az A-DNS 20-25%-kal rövidebb a B-DNS-nél. Az A-DNS nagy bemélyedése mély és szűk, a kis bemélyedés széles és sekély. Az A-DNS szélesebb és jobban tömörül a tengelye mentén a B-DNS-nél.
Az A-DNS röntgenkrisztallográfiai ismertetőjegye a középen lévő nyílás.  Az A-DNS C3'-endo hajlattal rendelkezik, ami a furanóz C3' atomjára utal, mely a cukorsík alatt van.

## A leggyakoribb DNS-ek összehasonlítása

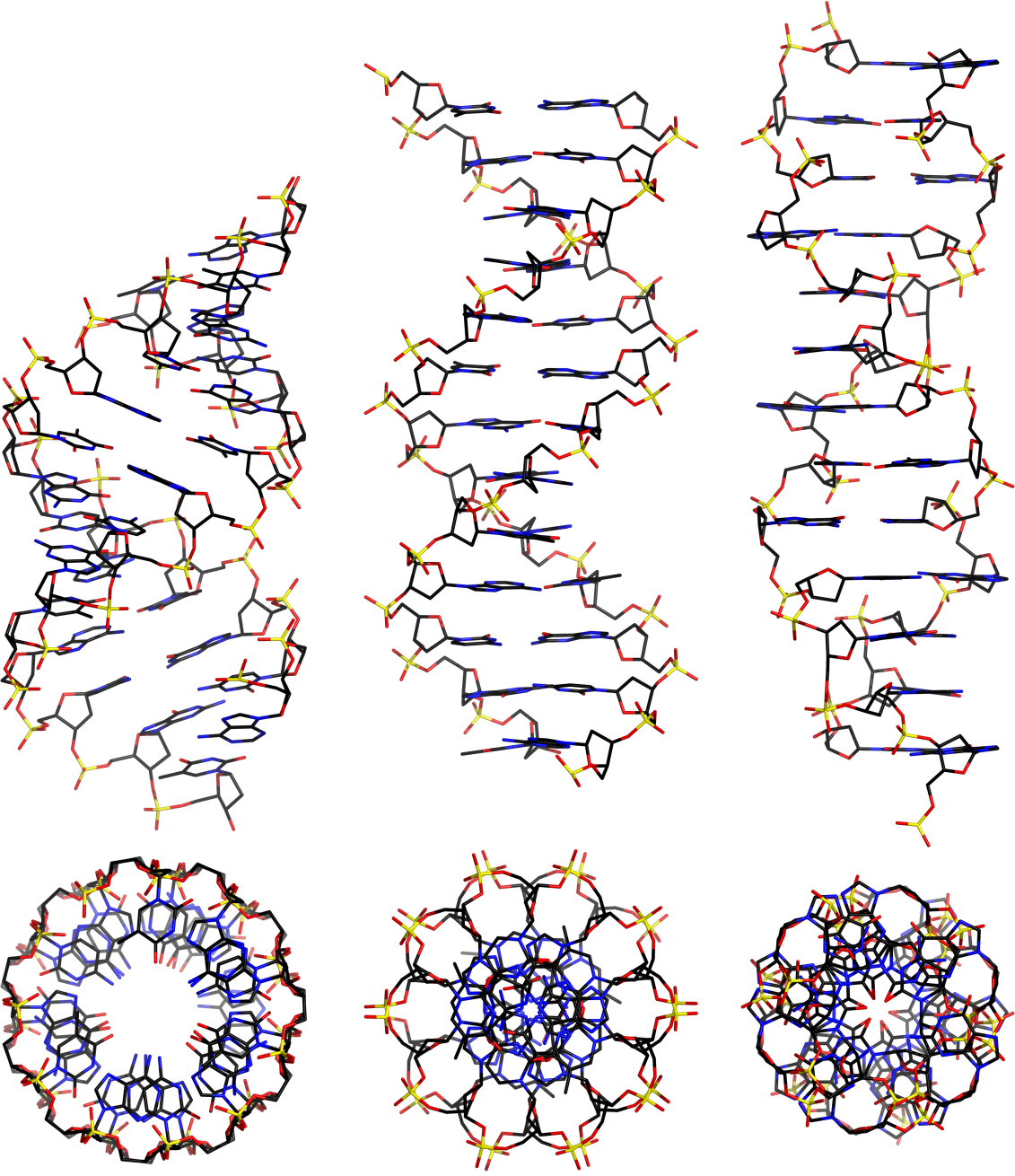
Az A-, B- és Z-DNS oldal- és felülnézetből

Sárga pontok jelzik az A-, a B- és a Z-DNS tengelyét egy GC bázispárhoz viszonyítva

| Geometria                             | A-DNS            | B-DNS            | Z-DNS                        |
| ------------------------------------- | ---------------- | ---------------- | ---------------------------- |
| Hélixállás                            | jobbra forgat    | jobbra forgat    | balra forgat                 |
| Ismétlődő egység                      | 1 bázispár       | 1 bázispár       | 2 bázispár                   |
| Forgás/bázispár                       | 32,7°            | 34,3°            | 60°/2                        |
| Átlagos bp/fordulat                   | 11               | 10               | 12                           |
| Bázispár-inklináció                   | +19°             | −1,2°            | −9°                          |
| Tengelymenti emelkedés/bp             | 2,6 Å (0,26 nm)  | 3,4 Å (0,34 nm)  | 3,7 Å (0,37 nm)              |
| Fordulatonkénti emelkedés             | 28,6 Å (2,86 nm) | 35,7 Å (3,57 nm) | 45,6 Å (4,56 nm)             |
| Átlagos csavarodás                    | +18°             | +16°             | 0°                           |
| Glikozilszög                          | anti             | anti             | pirimidin: anti, purin: szin |
| Nukleotidok foszfát-foszfát távolsága | 5,9 Å            | 7,0 Å            | C: 5,7 Å, G: 6,1 Å           |
| Cukorbemélyedés                       | C3'-endo         | C2'-endo         | C: C2'-endo, G: C3'-endo     |
| Átmérő                                | 23 Å (2,3 nm)    | 20 Å (2,0 nm)    | 18 Å (1,8 nm)                |

## A/B intermedierek
Kutatások szerint az A-DNS hibridizálódhat a gyakoribb B-DNS-sel. Ezen A–B intermedierekben mindkét DNS-formára jellemző lehet a cukor elhelyezkedése vagy a báziskonformáció. Egy tanulmányban a C3'-endo mélyedés volt megtalálható egy DNS-szál első 3 cukrán, míg az utolsó 3-on C2'-endo helyzetű mélyedés volt a B-DNS-hez hasonlóan. Ezen intermedierek vizes oldatban keletkezhetnek metilezett vagy brómozott citozin esetén, megváltoztatva a konformációt. Továbbá a guanin- és citozingazdag részek könnyen B-ből A-formába alakulhatnak vizes oldatban.

## Biológiai funkció
A-DNS számos folyamatból előállítható, például dehidratálással és fehérjekötéssel. A DNS-dehidratáció A-formává alakítja, mely egy tanulmány szerint megvédi a DNS-t például baktériumok extrém szárításakor. A fehérjekötés az oldószert leválaszthatja a DNS-ről, és A-formává alakíthatja, mint egyes hipertermofil archeavírusok esetén. E vírusok közé tartoznak pálcika alakú rudivírusok, például a SIRV2 és az SSRV1, a burkolt szálas lipotrixvírusok, például az AFV1, az SFV1 és a SIFV, a PFV2 tristromavírus és az ikozaéderes SPV1 portoglobvírus. Az A-DNS feltehetően a hipertermofil archeák vírusainak adaptációja a rendkívüli körülményekhez, melyekben megtalálhatók.
Feltehetően a bakteriofágok kettős szálú DNS-t csomagoló fehérjéi kihasználják, hogy az A-DNS rövidebb a B-DNS-nél, és hogy a DNS konformációs változásai okozzák az általuk kifejtett nagy erőket. Az A-DNS virális biomotor-csomagolási intermedier szerepére bizonyítékok a kettős festéses Förster-rezonanciaenergiatranszfer-mérések, melyek alapján a B-DNS 24%-kal rövidül leállított (rövidített) A-DNS köztitermékké. E modellben az ATP-hidrolízis a fehérjekonformáció-változásokhoz szükséges, melyek felváltva dehidratálják és rehidratálják a DNS-t, és a DNS-rövidülés/hosszabbodás ciklusa fehérje-DNS fogás/elengedés ciklussal társul, mely a DNS-t a kapszidba helyezi